# Isabel del Brasil
Isabel del Brasil, cap de la casa imperial del Brasil (Rio de Janeiro, Imperi de Brasil 1846 - Castell d'Eu, França 1921). Princesa imperial del Brasil amb el tractament d'altesa imperial que des de la mort del seu pare, l'any 1891, ostentà fins a la seva mort la màxima representació de la casa imperial brasilera.

## Orígens familiars
Nascuda a la ciutat de Rio de Janeiro el dia 29 de juliol de l'any 1846 sent filla de l'emperador Pere II del Brasil i de la princesa Teresa de Borbó-Dues Sicílies. Isabel era neta per via paterna del rei Pere IV de Portugal i de l'arxiduquessa Maria Leopoldina d'Àustria, i per via materna del rei Francesc I de les Dues Sicílies i de la infanta Maria Isabel d'Espanya.

## Núpcies i descendents
Isabel es casà a Rio de Janeiro el dia 1 d'octubre de 1864 amb el príncep Gastó d'Orleans, fill del príncep Lluís d'Orleans i de la princesa Victòria de Saxònia-Coburg Gotha. La parella tingué tres fills i una filla:
- SAI la Princesa Lluïsa Victòria d'Orleans-Bragança, nat el 1874, nascut mort.
- SAI el príncep Pere d'Alcantara d'Orleans-Bragança, príncep de Grão Pará, nat el 1875 a Petròpolis i mort el 1940 a la mateixa localitat brasilera. Es casà el 1908 a Versalles amb l'aristòcrata bohèmia Elisabeth Bobrzensky von Dobrzenicz.
- SAI el príncep Lluís d'Orleans-Bragança, nat el 1878 a Petròpolis i mort el 1920 a Canes. Es casà el 1908 a Canes amb la princesa Maria Pia de Borbó-Dues Sicílies.
- SAI el príncep Antoni d'Orleans-Bragança, nat el 1881 a París i mort el 1918 a Londres.

## Govern
Durant el llarg regnat del seu pare, l'emperador Pere II del Brasil, i com a conseqüència dels diferents viatges que realitzà, la princesa Isabel exercí diverses regències. Exercí la regència durant els períodes: 1871 - 1872, 1875 - 1876, 1887 - 1888. Al llarg d'aquestes regències promulgà: la llei de llibertat de ventres (allibera fills d'esclaus nascuts al Brasil), una amnistia als bisbes sentenciats i fets presoners i la famosa llei Àuria per la qual s'abolia l'esclavitud. Per aquest motiu passà a la història col·loquialment amb el sobrenom de la Redemptora.
L'abolició de l'esclavitud contribuí de forma important a la caiguda de la monarquia un any després de la promulgació de la llei, ja que suports tradicionals favorables a la monarquia deixaren de fer-li costat, com ara els terratinents majoritàriament esclavistes.
El dia 15 de novembre de l'any 1889 prengué el camí de l'exili instal·lant-se al Castell d'Eu propietat dels Orleans a França, on morí l'any 1921. Des de 1891 era la cap de la dinastia imperial brasilera i, a la seva mort, aquests drets passaren al seu net, el príncep Pere Enric d'Orleans-Bragança.